# Graceville (Minnesota)
Graceville ist eine Kleinstadt (mit dem Status „City“) im Big Stone County im Westen des US-amerikanischen Bundesstaates Minnesota. Das U.S. Census Bureau hat bei der Volkszählung 2020 eine Einwohnerzahl von 529 ermittelt.

## Geografie
Graceville liegt am East Toqua Lake auf 45°34′09″ nördlicher Breite und 96°26′04″ westlicher Länge. Die Stadt erstreckt sich über 1,5 km².
Benachbarte Orte von Graceville sind Dumont (16,6 km nördlich), Johnson (11,7 km östlich), Clinton (12,3 km südlich) und Barry (10,7 km westlich).
Die nächstgelegenen größeren Städte sind Minneapolis (294 km ostsüdöstlich), Minnesotas Hauptstadt Saint Paul (312 km in der gleichen Richtung), Rochester (433 km südöstlich), Sioux Falls in South Dakota (252 km südlich) und Fargo in North Dakota (156 km nördlich).

## Verkehr
Im Stadtgebiet von Graceville kreuzt der in Nord-Süd-Richtung verlaufende U.S. Highway 75 die von West nach Ost führende  Minnesota State Routes 28. Alle weiteren Straßen innerhalb von Marshall sind untergeordnete Fahrwege oder innerstädtische Verbindungsstraßen.
Parallel zur MN 28 führt eine Eisenbahnlinie der BNSF Railway durch das Stadtgebiet von Graceville.
Der Ortonville Municipal Airport befindet sich 29,6 km südlich von Graceville. Der nächste Großflughafen ist der Minneapolis-Saint Paul International Airport (308 km ostsüdöstlich).

## Demografische Daten
Nach der Volkszählung im Jahr 2010 lebten in Graceville 577 Menschen in 263 Haushalten. Die Bevölkerungsdichte betrug 384,7 Einwohner pro Quadratkilometer. In den 263 Haushalten lebten statistisch je 2,01 Personen.
Ethnisch betrachtet bestand die Bevölkerung mit einer Ausnahme nur aus Weißen. Unabhängig von der ethnischen Zugehörigkeit waren 0,7 Prozent der Bevölkerung spanischer oder lateinamerikanischer Abstammung.
17,0 Prozent der Bevölkerung waren unter 18 Jahre alt, 48,0 Prozent waren zwischen 18 und 64 und 35,0 Prozent waren 65 Jahre oder älter. 54,1 Prozent der Bevölkerung war weiblich.

Das mittlere jährliche Einkommen eines Haushalts lag bei 37.917 USD. Das Pro-Kopf-Einkommen betrug 24.220 USD. 13,2 Prozent der Einwohner lebten unterhalb der Armutsgrenze.

## Söhne und Töchter der Stadt
- Jack Conway (1887–1952), Regisseur, Schauspieler und Filmproduzent
- Madeleine Bordallo (* 1933), Politikerin der Demokratischen Partei